# فالكيريس
فالكيريس أو فتيات فالكيري هي رواية صدرت عام 1992 للكاتب باولو كويلو.
والكتاب متعلّق بالسيرة الذاتية، لكنه من أنواع السير التي يتم الإخبار عنها من شخص ثالث. تتعامل الرواية مع طرد الأرواح والشياطينِ الشخصية واكتشاف قوة الشخص في مواجهة هذه الأشياء. تتطرق الرواية أيضاإلى العلاقات بين الناس، في هذه الحالة، باولو وزوجته.

## حبكة القصة
تضمنت الحبكة القصصية للرواية باولو ذاهباً إلى صحراء موييف لاجتماع «الفتيات الإسطوريات» أنفسهم، وهم مجموعة محاربين من النساء التي تجتاز الصحراء على الدراجات البخارية.
في بداية القصّة، «جي» سيد باولو كويلو يريه نسخة من قصيدة ل أوسكار وايلد التي تقول «نحطّم الذي نحبُّ» ويكون هذا الموضوع مركزي في القصّة.
- إن القصة هي قصّة باولو وزوجته بينما يبدأون مغامرة لإيجاد الملاك الحارس الخاص بهما.

## وصلات خارجية
- آراء القراء على موقع أبجد حول رواية فتيات فالكيري